# Isothea chilensis
Isothea chilensis är en svampart som beskrevs av Speg. 1921. Isothea chilensis ingår i släktet Isothea och familjen Phyllachoraceae.   Inga underarter finns listade i Catalogue of Life.